# I'll Tumble 4 Ya
I’ll Tumble 4 Ya, correctamente escrito «I Will Tumble for You» en Español «Voy a Caer por Tí» es el último sencillo del álbum Kissing to Be Clever (1982), del grupo británico Culture Club. Publicado el 2 de julio de 1983 a través del sello Virgin.

## Escritores
«I’ll Tumble 4 Ya» es una canción Pop por trazas de latin pop y dancepop que fue escrita en 1983 por Roy Hay, Boy George, Mikey Craig y Jon Moss, además de ser producida por Roy Hay.

## Recepción
La canción gozó de mucho éxito internacionalmente, en la lista del Estados Unidos Billboard Hot 100 consiguió el número 9, y estar 16 semanas en ea lista de éxitos., en Canadá también consiguió el top 10 igual que en Estados Unidos el número 9. Es una de las canciones de Culture Club que más suena a día de hoy por detrás de «Karma Chameleon», «Do You Really Want to Hurt Me» y «Time (Clock of the Heart)».

## Formatos
Formato de Vinilo

| N.º | Título                      | Duración |  |
| 1.  | «I'll Tumble 4 Ya»          | 2:36     |  |
| 2.  | «Church of the Poison Mind» | 3:32     |  |